# Амарантовые
Амара́нтовые, или Щири́цевые (лат. Amarantháceae) — семейство двудольных растений.

## Распространение и экология
Многие виды амарантовых — нитрофилы, то есть нуждаются в почве, богатой азотом, и поэтому поселяются в окультуренных местообитаниях, являясь довольно вредными сорняками. Хороший пример — представители рода Щирица (Amaranthus), практически все виды которой на территории России являются занесенными растениями. Этому способствует и высокая плодовитость: одно растение может дать сотни тысяч семян.

## Ботаническое описание
Большая часть представителей семейства — однолетние и многолетние травы, обитающие преимущественно на открытых местах, или кустарники; но есть и деревья.
Листья амарантовых очерёдные или супротивные, цельные, без прилистников. Некоторые представители семейства (Щирица, Ирезине, Альтернантера) имеют декоративно (с жёлтыми, белыми или красными полосами и пятнами) раскрашенные листья.
Цветки мелкие, безлепестные, обоеполые или однополые, скученные в клубочки, расположенные в пазухах листьев, или собранные в более менее плотные колосовидные, метельчатые или головчатые соцветия. Каждый цветок снабжен при основании кроющим листом и двумя прицветниками (кроющий лист нередко также относят к прицветнику), околоцветник простой, с 3—5 (реже 2—4), сухо плёнчатыми, беловато-зеленоватыми или желтоватыми, иногда окрашенными в пурпурно-красный цвет листочками. Благодаря яркой окраске сухих прицветных листьев соцветия бывают весьма декоративными, причём сохраняют привлекательность и после отцветания. Тычинки по количеству обычно соответствуют листочкам околоцветника, иногда основаниями срастаются в плёнчатую трубочку, окружающую завязь и чередуются с плёнчатыми придатками (псевдостаминодиями). Завязь верхняя, одногнездная, с одной—многими семяпочками. Цветки вырабатывают нектар и опыляются насекомыми.
Формула цветка: {\displaystyle \ast K_{5}\;C_{0}\;A_{5}\;G_{({\underline {2-3}})}}
.
Плод — орешек, реже ягода или коробочка, нераскрывающиеся или открывающиеся поперек (крышечкой). Семена округлые, линзовидные, блестящие. Зародыш периферический, кольцевой, окружающий белок.

## Значение и применение
Некоторые виды щирицы высоко декоративны и разводятся в садах, как и представители родов Целозия (Celosia) и ирезине (Iresine).
Некоторые виды являются лекарственными растениями (эрва шерстистая).
Виды очерёднопыльника (Alternanthera) — широко распространённые аквариумные растения.
Амарантовые — древние зерновые растения: американские амаранты были одними из основных пищевых растений ацтеков (Центральная Америка). Сейчас происходит возрождение культуры богатых белками зерновых видов амарантовых. Они относятся к наиболее перспективным для тропического и субтропического земледелия растениям.
Важной пищевой, кормовой и технической культурой являются представители рода свёкла. Широко и разнообразно в пищу употребляется также шпинат.

## Классификация

### Подсемейства
Система классификации APG II выделяет следующие подсемейства:
- Amaranthoideae
- Chenopodioideae
- Gomphrenoideae
- Salicornioideae
- Salsoloideae

Во многих других классификациях (например, системе Кронквиста) подсемейство Chenopodioideae трактуется как самостоятельное семейство Маревые (Chenopodiaceae).

### Роды
Список родов семейства (78 родов) по данным Germplasm Resources Information Network (GRIN) — соответствует списку родов подсемейства Amaranthoideae в Системе классификации APG II. По данным сайта The Plant List семейство насчитывает 178 рода, некоторые из них:
- Achyranthes L. — Ахирантес, или Соломоцвет
- Alternanthera Forssk. — Альтернантера, или Очерёднопыльник
- Amaranthus L. typus[5] — Амарант, или Щирица
- Agriophyllum M.Bieb. ex C.A.Mey. — Кумарчик
- Anabasis L. — Ежовник, или Анабазис
- Atriplex L. — Лебеда (включая Halimione Aellen — Халимионе)
- Axyris L. — Безвкусница, или Аксирис
- Bassia All. — Бассия
- Beta L. — Свёкла
- Blitum L. — Блитум, или Жминда
- Camphorosma L. — Камфоросма
- Caroxylon Thunb. — Соляночник, или Кароксилон (включая Nitrosalsola Tzvelev — Селитрянница)
- Celosia L. — Целозия
- Ceratocarpus L. — Рогач
- Chenopodiastrum S.Fuentes, Uotila & Borsch — Хеноподиаструм
- Chenopodium L. — Марь
- Climacoptera Botsch. — Климакоптера
- Corispermum L. — Верблюдка
- Cycloloma Moq. — Циклолома
- Dysphania R.Br. — Дисфания
- Girgensohnia Bunge ex Fenzl — Гиргенсония, или Гиргензония
- Gomphrena L. — Гомфрена
- Grubovia Freitag & G.Kadereit (включая Sedobassia Freitag & G.Kadereit — Седобассия)
- Halimocnemis C.A.Mey. — Галимокнемис, или Халимокнемис
- Halocnemum M.Bieb. — Сарсазан
- Halopeplis Bunge ex Ung.-Sternb. — Соровник
- Halostachys C.A.Mey. — Соляноколосник
- Kalidium Moq. — Поташник
- Krascheninnikovia Gueldenst. — Крашенинниковия, или Терескен
- Lipandra Moq. — Липандра
- Nanophyton Less. — Нанофитон
- Noaea Moq. — Ноэа, или Ноэя
- Ofaiston Raf. — Офайстон
- Oxybasis Kar. & Kir. — Оксибазис
- Petrosimonia Bunge — Петросимония
- Pyankovia Akhani & Roalson — Пьянковия
- Salicornia L. — Солерос
- Salsola L. — Солянка (включая Kali Mill. — Калийник)
- Soda (Dumort.) Fourr. — Сода (включая Neocaspia Tzvelev — Неокаспия)
- Spinacia L. — Шпинат
- Spirobassia Freitag & G.Kadereit — Спиробассия
- Suaeda Forssk. ex J.F.Gmel. — Сведа, или Содник, или Шведка
- Teloxys Moq. — Телоксис
- Xylosalsola Tzvelev — Боялыч